# Rujm el-Hiri
Cette page contient des caractères spéciaux ou non latins. S’ils s’affichent mal (▯, ?, etc.), consultez la page d’aide Unicode.
Rujm el-Hiri (en arabe رجم الهري, Rujm al-Hīrī; en hébreu גִּלְגַּל רְפָאִים Gilgal Refā'īm ou Rogem Hiri) est un vaste monument mégalithique, situé sur le plateau du Golan, à 16 km au nord-est du lac de Tibériade. Il s'agit d'une construction unique en son genre, composée d'un tumulus central entouré de cercles concentriques en pierres, datée de l'Âge du bronze. Elle est entourée d'une vaste nécropole comptant des centaines de dolmens.

## Toponymie
Rujm el-Hiri signifie littéralement le « tas de pierre du chat sauvage », d'après le mot arabe « rujm » (pl. rujum ; hébreu : rogem) désignant un tumulus. Le nom est parfois romanisé « Rujm Hiri » ou « Rujum al-Hiri », équivalent à « Rogem Hiri » en hébraïque. En hébreu moderne, le site est nommé « Gilgal Refā'īm » ou « Galgal Refā'īm », c'est-à-dire « Roue des esprits » ou « Roue des fantômes ».

## Historique des fouilles
Le site a été fouillé une première fois en 1967-1968 par Shmarya Gutman et Claire Epstein et une seconde fois dans les années 1980 sous la direction des archéologues israéliens Moshe Kochavi et Yoni Mizrachi, dans le cadre du projet archéologique Land of Geshur. Le site a de nouveau été fouillé en 2007 et 2010 par Yosef Garfinkel et Michael Freikman, de l'université hébraïque de Jérusalem.

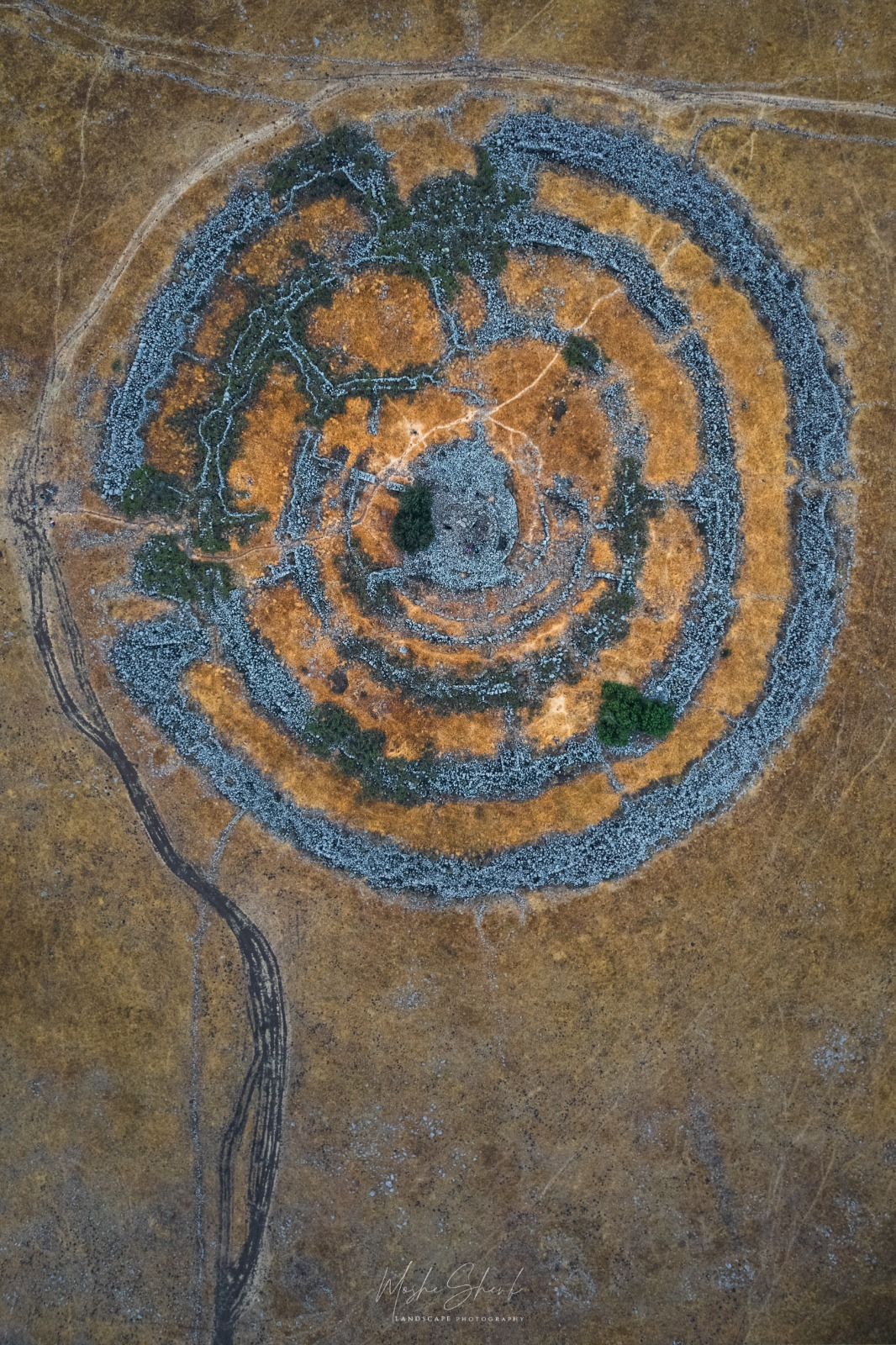
Vue du site en surplomb

## Description
Le site de Rujm el-Hiri est entouré d'une vaste nécropole comptant des centaines de dolmens,. Compte tenu de sa taille et du relief, seule une vue aérienne du site permet d'en appréhender l'architecture globale. Le monument a été construit avec des blocs, bruts ou légèrement retaillés, en basalte d'origine locale représentant une masse totale de 37 500 à 40 000 tonnes. Selon Freikman, le transport et la construction du monument auraient nécessité l'équivalent de 25 000 jours de travail.
Le monument est constitué d'un grand cercle (en fait légèrement ovale) enserrant quatre cercles concentriques, complets ou incomplets, dont l'épaisseur décroit progressivement. Les quatre cercles mesurent, depuis l'extérieur vers l'intérieur du monument, 156 m, 100 m, 65 m et 45 m de diamètre, pour une largeur et une hauteur maximales de respectivement 3,50 m et 2,50 m. Les cercles sont reliés entre eux par des murets en pierre disposés selon des intervalles irréguliers, tels les rayons d'une roue. L'enceinte comporte deux entrées, une première entrée au nord-est et une seconde au sud-est de respectivement 29 m et 26 m de largeur,.
Un tumulus central se dresse au-milieu du dernier cercle. De forme arrondie, il est constitué de blocs plus petits et mesure environ 20 m de diamètre pour une hauteur maximale d'environ 4,50 m. Il renferme une tombe couverte par encorbellement.

## Datation et interprétation
Le matériel archéologique découvert lors des fouilles a permis de dater la sépulture du Bronze récent mais les cercles de pierre auraient été construits au Bronze ancien. La vaste nécropole qui entoure le site a été datée du Bronze récent. Dès lors, il existe deux possibilités : soit le tumulus central et les cercles ont été construits en même temps mais la tombe a été réutilisée plus tardivement, soit le tumulus a été construit postérieurement aux cercles, en même temps qu'une nécropole se développait autour du site.
Selon Avani et Mizrachi, le site devait probablement avoir une fonction cérémonielle.